# Denso
DENSO Corporation (яп. 株式会社デンソー кабусики-гайся дэнсо:) — крупная японская машиностроительная корпорация, специализирующаяся на производстве автомобильных комплектующих (системы зажигания, магнето, генераторы, компрессоры, свечи зажигания и накаливания, стартеры, клапаны, масляные фильтры, радиаторы, топливные насосы, системы управления двигателем и электропитанием, системы кондиционирования воздуха, вентиляторы и холодильники, системы навигации, различные датчики и сканеры, а также программное обеспечение). Основана в 1949 году. Входит в список Forbes Global 2000, штаб-квартира расположена в городе Кария (префектура Айти). 

## История
По состоянию на 2013 год оборот DENSO Corporation составлял 38,1 млрд долл., активы — 43,2 млрд долл., рыночная стоимость — 34,9 млрд долл., прибыль — 1,1 млрд долл., в компании работало более 126 тыс. сотрудников.
Осенью 2017 года Denso, Toyota и Mazda создали совместное предприятие для разработки электромобилей.

## Деятельность
DENSO Corporation контролирует дочерние компании в Японии, Южной Корее, Китае, Тайване, Вьетнаме, Таиланде, Малайзии, Сингапуре, Индонезии, Филиппинах, США, Канаде, Мексике, Бразилии, Аргентине, Великобритании, Нидерландах, Германии, Италии, Испании, Португалии, Франции, Бельгии, Венгрии, Чехии, Польше, Швеции, России, Турции, Саудовской Аравии, ОАЭ, Индии, Марокко, ЮАР и Австралии. 

## Дочерние структуры
Дочерняя компания Denso Wave является создателем QR-кода; она производит продукты автоматической идентификации (считыватели штрих-кодов и сопутствующие товары), промышленные роботы и программируемые логические контроллеры. Является членом Японской ассоциации роботов и поддерживает стандарт ORiN.